# Синюк карпатський
Синюк карпатський (Bielzia coerulans) — рідкісний вид легеневих равликів родини Limacidae. Єдиний вид роду Bielzia. Ендемік Карпат.

## Опис
У витягнутому стані равлик досягає довжини від 10 до 14 см. Тіло равлика буває синього, малахітово-зеленого або фіолетово-чорного кольору. Молоді особини світло-коричневого забарвлення з темними смужками по боках.

## Розповсюдження
Вид є ендеміком Карпатських гір у Східній Європі. Ареал виду охоплює територію Румунії, Чехії (тільки Моравія), півдня Польщі, Словаччини та України.

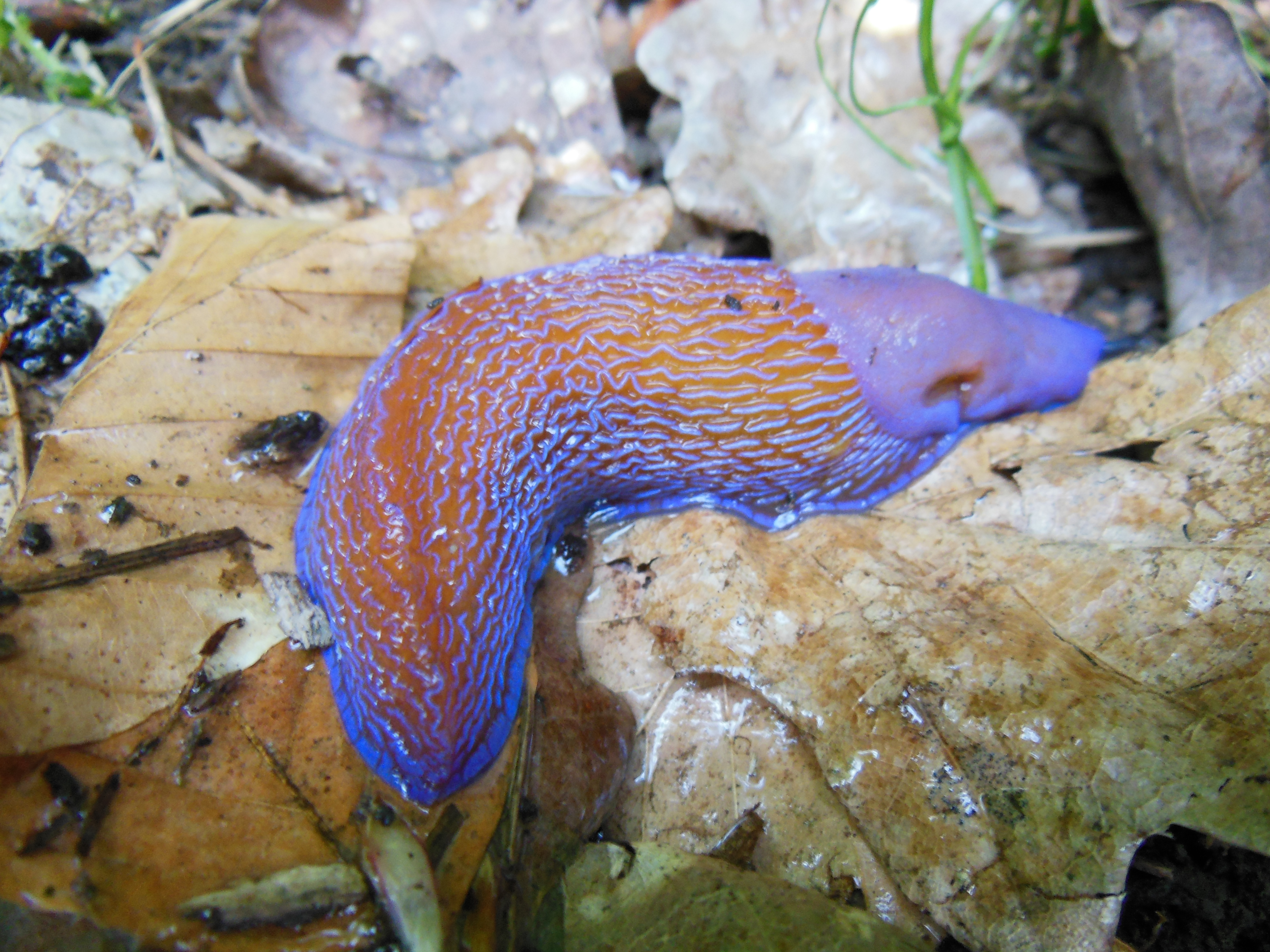
Фіолетовий слимак поблизу селища Мала Уголька

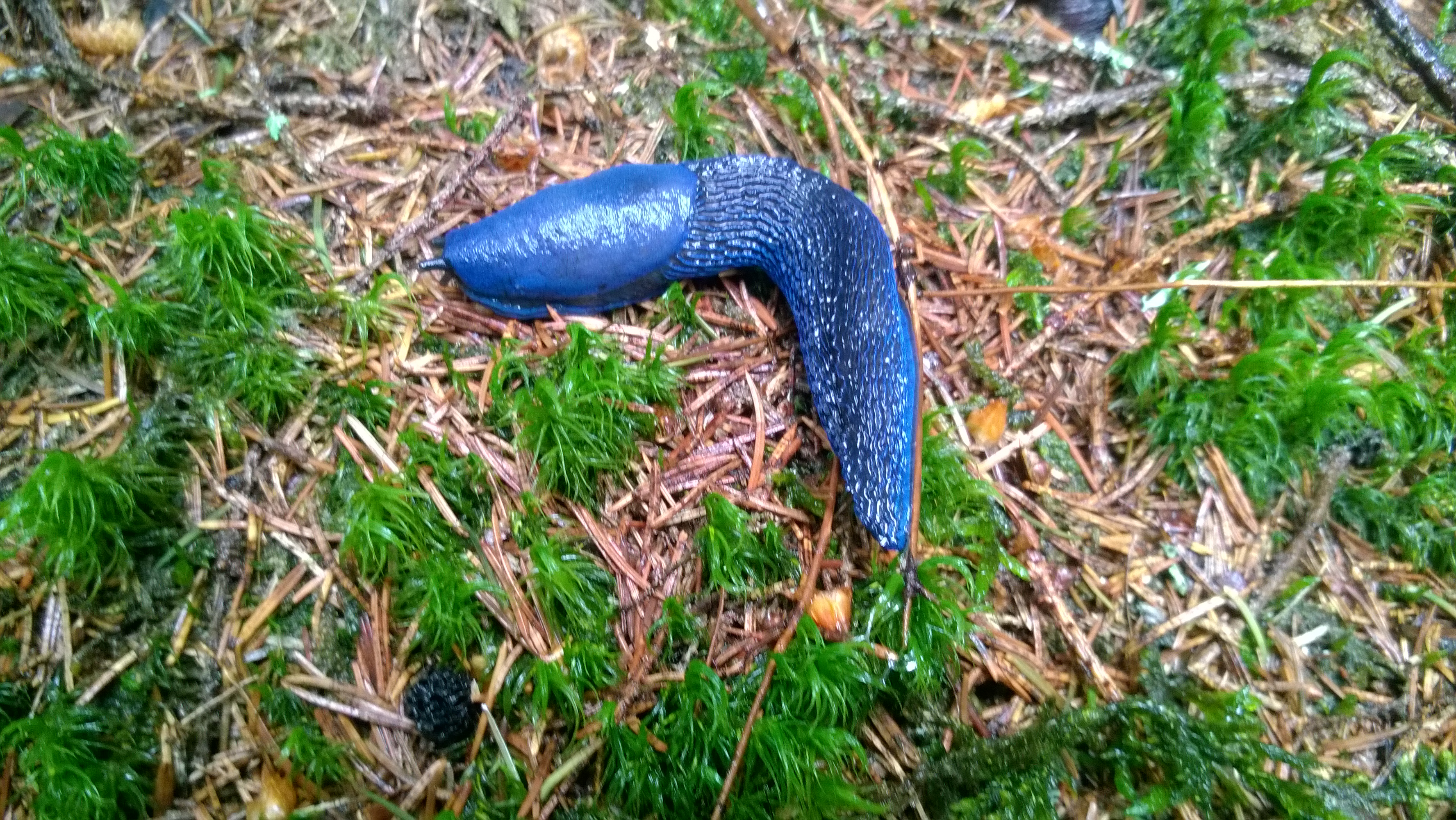
Ендемік Карпат, Синюк Карпатський, поблизу озера Росохан.jpg

## Спосіб життя
Вид здебільшого мешкає на землі хвойних, листяних і змішаних лісів у Карпатах на висоті до 2000 м над рівнем моря. Протягом дня равлики ховаються під корою і в пеньках дерев. Вночі вони стають активними.

## Розмноження
Тварини гермафродити. Парування відбувається, як правило, в червні-липні. Тварини переносять сперму на відміну від інших видів родини Limacidae не від пеніса до пеніса, а за допомогою органу розмноження у формі циліндра довжиною приблизно від 1,5 см і діаметром 3,5 мм, який вводиться в статевий отвір відповідно іншої тварини. Цей орган близько утримує тварин під час обміну спермою. В одній кладці зазвичай від 30 до 80 яєць. Після відкладання яєць равлики гинуть. Формування дорослої особини триває цілу зиму аж до травня.

## Природоохоронний статус
У Чехії вид занесено до Червоної книги зі статусом уразливий.